# Las chicas están bien
Las chicas están bien és una pel·lícula independent espanyola del 2023 dirigida i escrita per Itsaso Arana a la seva pel·lícula debut com a directora. L'obra, produïda per Jonás Trueba (La virgen de agosto, Tenéis que venir a verla, Quién lo impide) i Javier Lafuente, és protagonitzada per Itsaso Arana, Bárbara Lennie, Irene Escolar, Itziar Manero i Helena Ezquerro.
Aquest "conte d'estiu" és, segons la seva distribuïdora Elastica, "la història d'un encanteri, amb princeses, gripaus, rius, cartes i fins i tot un príncep despistat". Segons Arana, "és una pel·lícula sobre la camaraderia i la reconciliació entre dones. Fer-la ha estat un atreviment, una desobediència, una valentia"; i afegeix que "hi ha una reapropiació dels contes clàssics per a veure com resisteixen els nostres cossos". També va afirmar que "la pel·lícula parla de com els contes i els relats femenins ens han conformat i ens han fet malbé també. Però, sobretot, és una pel·lícula sobre l'amor. L'amor a un ofici alquímic i antic com l'actuació, l'amor entre dones, l'amor en comptar i en escoltar. L'hem filmat des de la convicció que compartir-nos ens fa millors."

## Sinopsi
Un grup de quatre actrius i una escriptora joves es reuneixen en una casa de camp als afores d'un poble. Durant una setmana d'estiu assajaran una obra de teatre en un antic molí, aïllades de la resta del món. A mesura que conviuen i assagen, i a través de les seves converses i dels textos de l'obra, es coneixeran entre elles i a si mateixes, mentre "intercanvien els seus sabers sobre l'amistat, l'actuació, l'amor, l'orfandat i la mort; amb la secreta esperança que compartir-nos ens fa millors".

## Repartiment
- Itsaso Arana com a Itsaso[7]
- Bárbara Lennie com a Bárbara[7]
- Irene Escolar com a Irene[7]
- Helena Ezquerro com a Helena[7]
- Itziar Manero com a Itziar[7]

## Producció
El rodatge va tenir lloc en un antic molí del segle XVII de Nistal de la Vega, a la província de Lleó. Sara Gallego va ser la directora de fotografia de la pel·lícula, Marta Velasco la muntadora i els responsables de la música van ser Keith Jarrett i Niño Josele.
L'obra va ser produïda de manera respectuosa amb el medi ambient, seguint l'assessorament pel que fa a la reducció de l'empremta de carboni en el sector audiovisual.

## Estrena
La pel·lícula va arribar a la llista principal del 57è Festival Internacional de Cinema de Karlovy Vary, a la competició del Globus de Cristall. El 29 de juliol de 2023 va ser presentada a l'Atlàntida Mallorca Film Fest, en el claustre de la Misericòrdia. Distribuïda per Elastica, la pel·lícula es va estrenar al cinema el 25 d'agost d'aquell any. Filmin va aconseguir els drets de vídeo a la carta de la pel·lícula.

## Acollida
Wendy Ide de ScreenDaily va escriure: "seductora, tàctil i íntima, [Las chicas están bien] és una pel·lícula deliciosa que es delecta amb la seva feminitat". Guy Lodge de la revista Variety va considerar que la pel·lícula era una "pel·lícula de debut curta, dolça i atractiva".
Jorge Guirado del Diari de Balears va puntuar-la amb totes cinc estrelles. El més interessant va semblar-li la manera d'intercalar "un estil pràcticament documental amb ficció" i que "en algun moment, els personatges parlen sabent que estan sent enregistrades, trencant la quarta paret en el film." En va valorar també la seqüència inicial dels crèdits i el muntatge, que va considerar "perfecte". En va dir: "és una obra lúcida i interessant on l'espectador té temps per a reflexionar sobre la interpretació i sobre la vida amb un to de comèdia que es fa molt agradable."
Segons el crític Eduardo de Vicente, Las chicas están bien recorda el cinema d'Éric Rohmer i la pel·lícula Partie de campagne de Jean Renoir, alhora que fa moltes referències a contes. De Vicente va definir-la com una "documèdia bucòlica", i va afirmar que "és com un mirall en què es veuen reflectides totes elles" i ho mostren als espectadors "amb sinceritat, amb tendresa i amb simpatia".
Irene Crespo de Cinemanía va valorar la pel·lícula amb 4 sobre 5 estrelles, i va considerar que era una "celebració lluminosa de l'amistat femenina". Laura Pérez, de Fotogramas, va fer-ne una comparació amb els Contes des quatre saisons d'Éric Rohmer i també amb un quadre prerafaelita, alhora que en destacava el joc de miralls i les línies difuminades entre documental i ficció, persona i personatge; va atorgar-li tres de les cinc estrelles.
Marta Medina, crítica d'El Confidencial, va afirmar que es tracta de "la gran sorpresa del cinema indie espanyol", i també va marcar-la amb la màxima puntuació. En va destacar els crèdits inicials, presentats escrivint a mà amb una bella cal·ligrafia en una carta, i la fotografia de Sara Gallego.
Al lloc web de l'agregador de ressenyes Rotten Tomatoes, el 100% de les nou crítiques són positives, amb una valoració mitjana de 7,40/10.